# De älskande i San Fernando
De älskande i San Fernando är en finländsk-svensk dramafilm från 2001 med regi och manus av Peter Torbiörnsson. I rollerna ses bland andra Ninoska "Chela" Pérez, Sebastián Tinoco och Gregorio Pérez.

## Om filmen
Inspelningen ägde rum i Nicaragua med Elisabeth Lee som producent och Göran Gester som fotograf. Filmen premiärvisades 23 februari i Göteborg och Stockholm och har även visats av Sveriges Television.
Vid en filmfestival i Prag tilldelades Torbiörnsson priset för bästa regi och samma år ett "Certificate of Merit" vid en festival i San Francisco.

## Handling
Filmen skildrar en familj i den lilla bergsbyn San Fernando i Nicaragua under loppet av 20 år.

## Rollista
- Ninoska "Chela" Pérez
- Sebastián Tinoco
- Gregorio Pérez – Ninoskas far
- Soledad Pérez – Ninoskas mor
- Marco Pérez – Ninoskas bror
- Reynaldo "Reyno" Espinoza Martínez Bermúdez – Reyno, Tinocos vän